# Большая Рыбежка
Большая Рыбежка — река в России, протекает в Ленинградской области. Правая составляющая реки Рыбежки.

## География
Длина реки составляет 35 км. Река берёт начало в болоте Великий Мох. Течёт на север, затем поворачивает и течёт на запад по территории Волховского района. Сливаясь с рекой Малая Рыбежка образует реку Рыбежка. Устье реки находится в 15 км по правому берегу Рыбежки.